# ۶۴۶ (قمری)
۶۴۶ (قمری)، ششصد و چهل و ششمین سال در گاهشماری هجری قمری است. اول محرم این سال برابر با بیست و هفتم آوریل سال ۱۲۴۸ میلادی است.